# Neunhoffen
Neunhoffen (deutsch: Neunhofen) ist ein Ortsteil von Dambach, einer Gemeinde im Département Bas-Rhin in der Region Grand Est (bis 2015 Elsass) in Frankreich.

## Geschichte
Die älteste erhaltene Erwähnung von Neunhofen stammt von 1170.
Ende des 18. Jahrhunderts gehörte Neunhofen zum Amt Wörth der Grafschaft Hanau-Lichtenberg, die damals wiederum zur Landgrafschaft Hessen-Darmstadt gehörte. Mit dem durch die Französische Revolution begonnenen Umbruch wurde das Amt Wörth 1793 Bestandteil Frankreichs und in den folgenden Verwaltungsreformen aufgelöst. 1798 hatte das Dorf 200 Einwohner.